# Loretomyrvireo
Loretomyrvireo (Herpsilochmus dugandi) är en fågel inom familjen myrfåglar och inom ordningen tättingar.

## Utbredning och systematik
Fågeln förekommer lokalt i sydöstra Colombia, östra Ecuador och nordöstra Peru. Den behandlas som monotypisk, det vill säga att den inte delas in i några underarter.

## Status
IUCN kategoriserar arten som livskraftig.